# 황금문 (키이우)

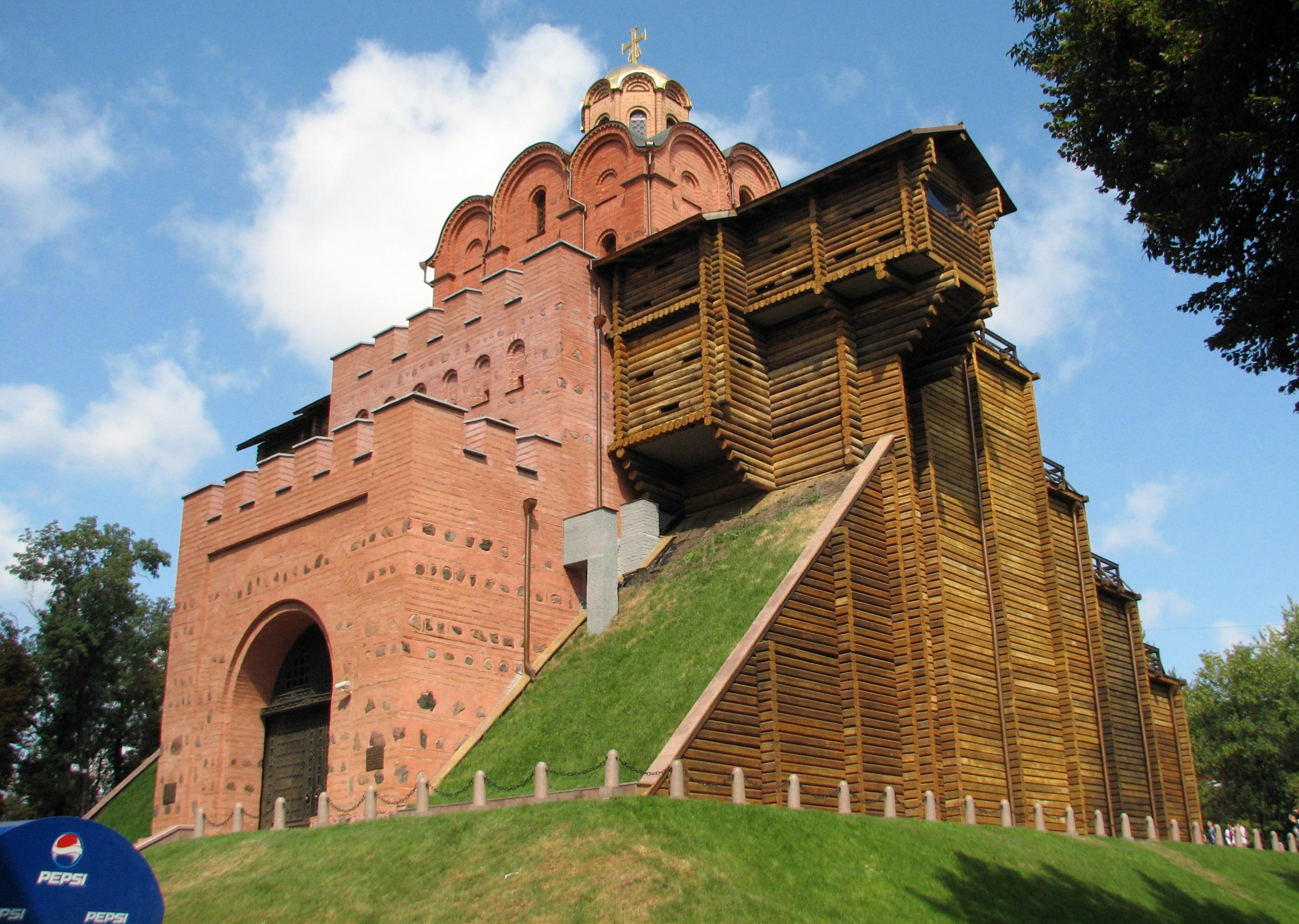
황금문

황금문(우크라이나어: Золоті ворота 졸로티 보로타[*])은 우크라이나 키이우의 역사 지구에 있는 사적지이다. 키예프 대공국 시대에는 키예프의 중앙문 역할을 했다.